# Östhammar
Östhammar è una città della Svezia, capoluogo dell'omonimo comune. Con 4.843 abitanti, è uno dei centri minori della contea di Uppsala. La città è circondata ad est dall'Östhammarsfjärden e ad ovest dalla Riksväg 76.

## Etimologia
In un documento del 1433 il nome della città è già indicato come Østhammar, probabilmente derivato dall'unione di due parole dello svedese antico: øst ("est") + hamar ("martello" oppure "pendio roccioso"). Verosimilmente, dunque, il nome di Östhammar vuol dire "pendio roccioso orientale", con evidente riferimento alla natura fisica del territorio e alla sua collocazione geografica all'interno della Svezia.

## Storia

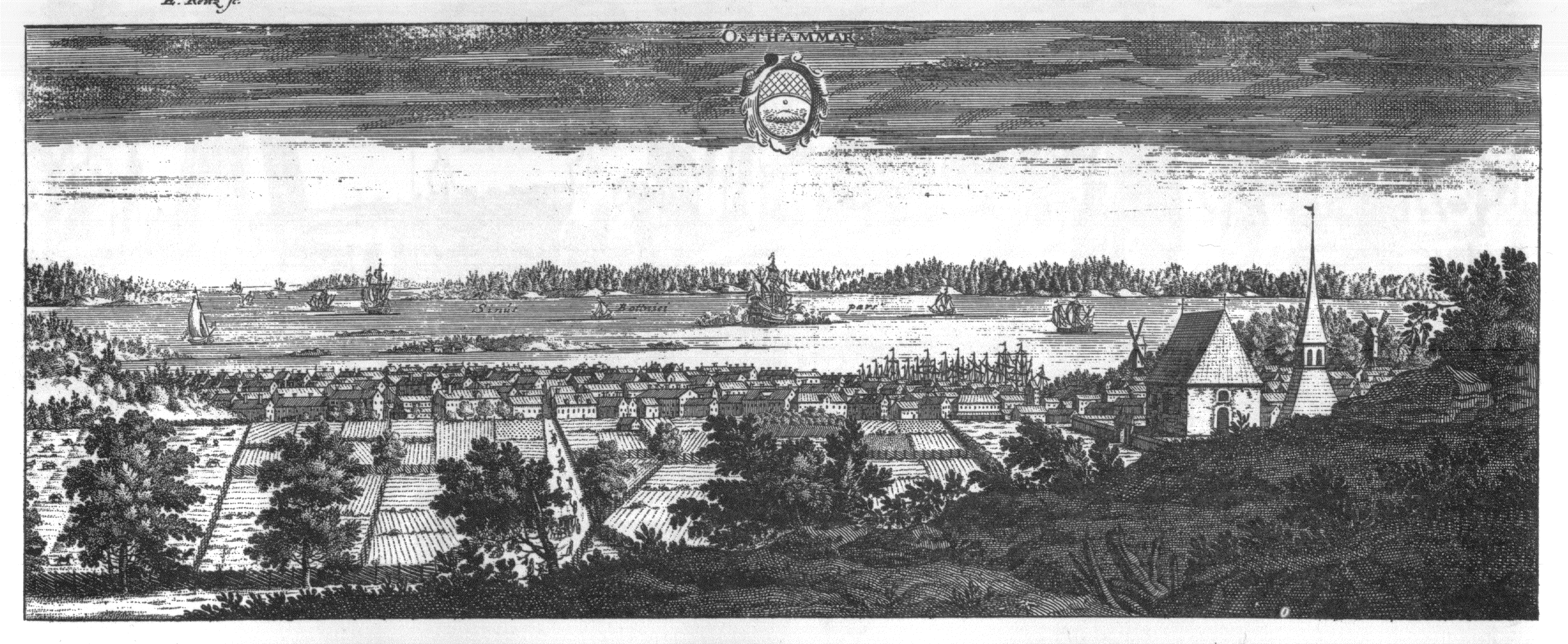
Östhammar nella raccolta Suecia antiqua et hodierna.

I primi reperti storici nell'area intorno all'insediamento risalgono all'epoca vichinga e consistono prevalentemente in luoghi deputati al culto dei morti.
Tuttavia, il nome di Östhammar compare per la prima volta nei documenti ufficiali solo nel 1368, quando l'insediamento ottenne lo status di città (stad) con Decreto Reale dell'allora sovrano Alberto di Meclemburgo. Questo favorì la nascita di piccole rotte commerciali a livello locale che avevano in Östhammar un importante snodo, secondo solo alle più sviluppate Uppsala e Stoccolma. Sul finire del XIV secolo vi fu eretto una fortezza chiamata Östhammarshus, poi distrutta nel 1434 dal Vogt (magistrato del Sacro Romano Impero) danese) prima della sua fuga in patria in seguito alla Ribellione di Engelbrekt.
Verso la fine del XV secolo l'innalzamento post-glaciale rese difficoltoso il raggiungimento di Östhammar via mare e il suo status di città fu così trasferito alla vicina Öregrund. Nel 1539 Östhammar però riacquistò lo status di città e la stessa fu spostata più vicino al mare.
Nel 1651 Östhammar ottenute il municipio, e nel 1795 fu gravemente danneggiata da un incendio. Dagli inizi del XVII secolo e la metà del XIX secolo la pesca delle aringhe svolse un ruolo di primaria importanza nell'economia cittadina.

## Galleria d'immagini

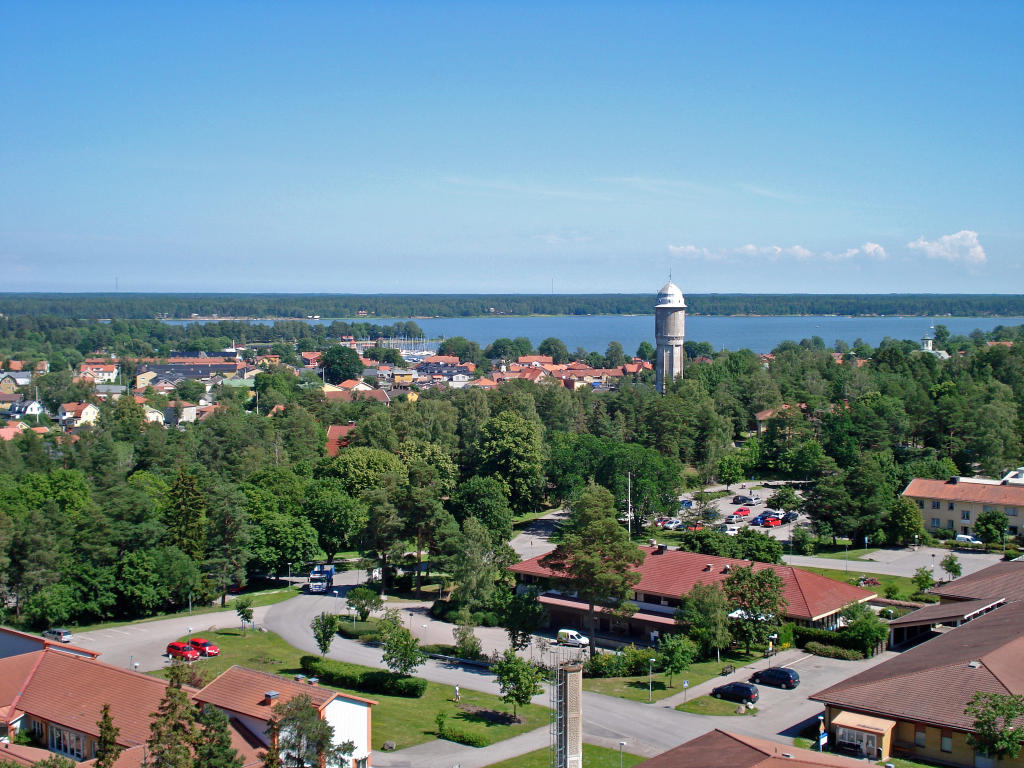
Centro della città.
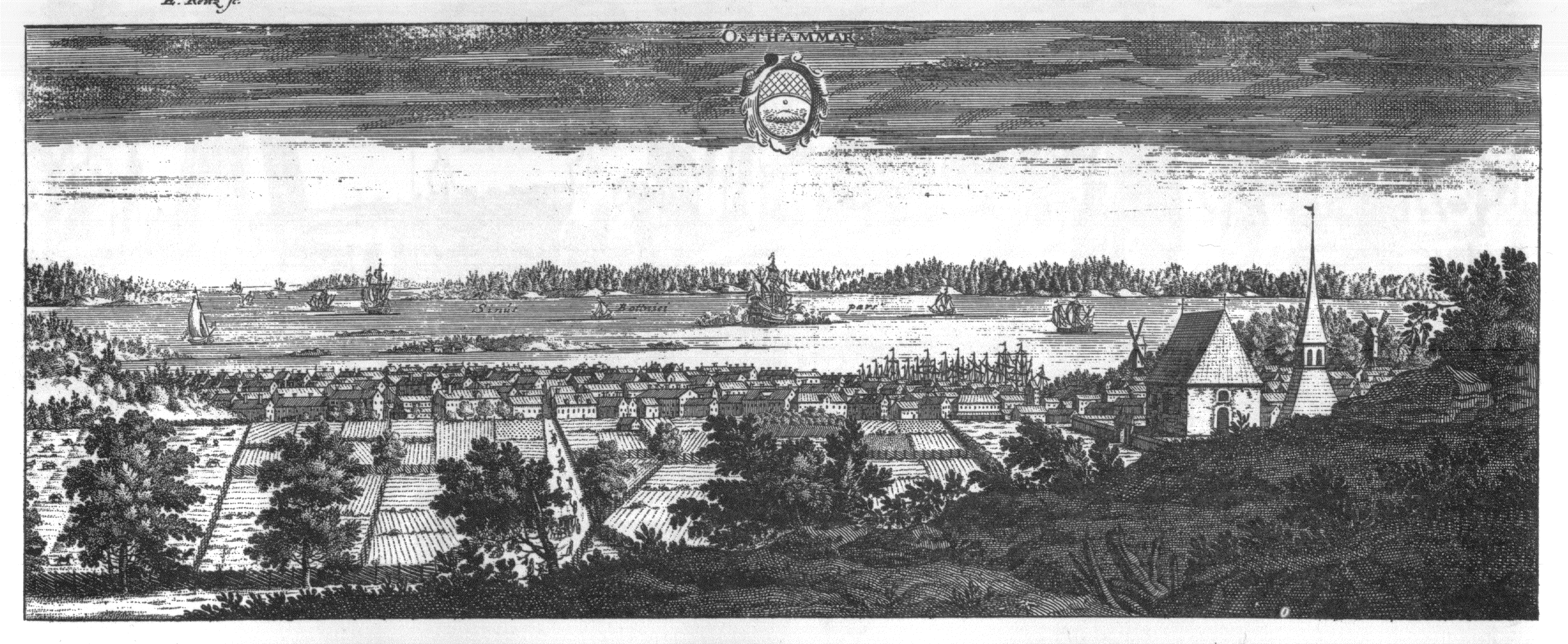
Östhammar nel 1700.